# Степівка (Кременчуцький район)
Степі́вка — село в Україні, в Омельницькій сільській громаді Кременчуцького району Полтавської області. Населення становить 85 осіб.

## Географія
Село Степівка знаходиться на відстані 1 км від села Бутенки та за 1,5 км — село Остапці. Місцевість навколо села сильно заболочена, там багато невеликих зарослих озер.